# Lithographie-Werkstatt Eichstätt
Die Lithographie-Werkstatt Eichstätt ist ein internationales Zentrum für zeitgenössische Lithographie in Eichstätt, die 1998 von  Angelo Evelyn, Li Portenlänger und Armin Nischk in Zusammenarbeit mit der Stadt gegründet wurde.

## Geschichte
Die internationale Druckwerkstatt wird von Li Portenlänger geleitet. Jedes Jahr werden Künstler für den Lithographie-Jahresdruck eingeladen, Motive des Stadt- oder Landschaftsraumes Eichstätts als Auflagendruck anzufertigen. Die Werkstatt bietet internationalen Künstlern einen Gastaufenthalt, um sich mit dem Solnhofener Plattenkalk auseinanderzusetzen. Die daraus entstehende „Sammlung Lithographie Eichstätt“ ist dauerhaft in der Graphischen Sammlung der Universitätsbibliothek der Katholischen Universität Eichstätt-Ingolstadt der Öffentlichkeit zugänglich gemacht und wird von der Initiative Regionalmanagement Region Ingolstadt e. V. (IRMA) unterstützt.

## Jahresdrucke
- 1999–2003: Angelo Evelyn, Rotterdam
- 2004: Robert Reiter, Coburg
- 2005: Luc Piron, Leuven[2]
- 2006: Els Patoor, Brüssel
- 2007: Ernst Arnold Bauer, Eichstätt
- 2008: Wolfgang Schmitz, Wuppertal und Angelo Evelyn, Rotterdam[3]
- 2009: Li Portenlänger, Eichstätt[4]
- 2010: Matthias Schlüter, Regensburg[5]
- 2011: Carla Neis, Bern[6]
- 2012: Renate Gehrke, Pappenheim[7]
- 2013: Bodo Rott[8]
- 2014: Cyril Bihain, Brüssel[9]
- 2015: Sabine Wimmer, Eichstätt[10]
- 2016: Walter Dohmen, Aachen[11]
- 2017: Aleksandra Kargul, Edinburgh[12][13]
- 2018: Jodi Le Bigre, Edinburgh[14]

## Gastkünstler (Auswahl)
Gastkünstler waren Angelo Evelyn (Rotterdam), Armin Nischk (Berlin), Li Portenlänger (Eichstätt), Lindsey Routh (Hull), Eugenia Schuffert Danu (Bremen), Wolfgang Schmitz (Wuppertal), Martin Noll (Berlin), Otto Heigold (Luzern), Carla Neis (Bern), Jean-Jacques Ostier (Paris), Kari Vallius (Porvoo), Mikolás Axmann (Prag), Ingrid Ledent (Antwerpen), Robert Reiter (Coburg), Jiang Hui Kou (Tianjin), Chiho Kuroki (Brüssel), Els Patoor (Brüssel), Martin Koeppl (Herrenberg), Ernst Arnold Bauer (Eichstätt), Alain Verschueren (Brüssel), Paul Ballard (St. Adele), Fan Min (Tianjin), Hans Karelszoon Van Dijck (Antwerpen), Manfred Jaletzky (Oberhaunstadt), Bodo Rott (Berlin) und  Catherine Hiley (Edinburgh).